# Pinkafeld
Pinkafeld (węg. Pinkafő, burg.-chorw. Pinkafelj, rom. Pinkafa) – miasto w Austrii, w kraju związkowym Burgenland, w powiecie Oberwart. 1 stycznia 2014 liczyło 5,55 tys. mieszkańców.